# Unterseebootslehrdivision
Die Kriegsmarine stellte im Verlauf des Zweiten Weltkriegs insgesamt vier Unterseebootslehrdivisionen (kurz: U-Lehrdivisionen oder ULD) auf, in denen zukünftige U-Boot-Besatzungen ausgebildet wurden.
Sie waren dem Befehlshaber der U-Boote (BdU) unterstellt – zunächst der Organisationsabteilung des BdU, dann ab September 1941 dem aus der Organisationsabteilung hervorgegangenen 2. Admiral der Unterseeboote beim BdU und zuletzt ab 15. Januar 1943 dem Höheren Kommando der Unterseebootsausbildung (HKU; Kapitän zur See Albrecht Schmidt) beim Kommandierenden Admiral der Unterseeboote (ehemals 2. Admiral der Unterseeboote). Die Dienststelle des Höheren Kommandos der Unterseebootsausbildung war zuerst in Kiel, ab 1944 in Plön und ab 1945 in Neustadt in Holstein.

## 1. U-Lehrdivision
Die 1. U-Lehrdivision (1. ULD) ging aus der ehemaligen U-Bootschule hervor, einer ab 21. Mai 1935 bestehenden Ausbildungseinrichtung der Kriegsmarine. Die U-Bootschule wurde am 1. Mai 1940 erst in 1. Unterseebootschule und dann am 13. Juni 1940 in 1. Unterseebootslehrdivision umbenannt und von Neustadt in Holstein nach Pillau verlegt. Sie bestand, wie bereits die U-Bootschule, aus zwei Abteilungen, von denen die I. für das seemännische und die II. für das technische Personal zuständig war. Die der U-Bootschule unterstellte U-Bootschulflottille blieb der 1. U-Lehrdivision unterstellt und wurde in 21. U-Flottille umbenannt.
In Pillau war bis Ende Juli 1944 das ehemalige KdF-Schiff Robert Ley als Wohnschiff der Division zugeteilt, von September 1944 bis Kriegsende dann als Wohnschiff der II. Abteilung der Division. Von seiner Indienststellung im Oktober 1940 bis Juni 1941 war auch das Werkstattschiff Kamerun der Division zugeteilt.
Die Division wurde im Juni 1944 nach Hamburg-Finkenwerder verlegt, wobei die 21. U-Flottille in Pillau blieb. Die Division wurde schließlich im Februar/März 1945 aufgelöst.

### Kommandeure
| Von           | Bis           | Dienstgrad | Name                      |
| ------------- | ------------- | ---------- | ------------------------- |
| 13. Juni 1940 | November 1941 | FKpt/KzS   | Hans Ibbeken              |
| Dezember 1941 | Januar 1943   | KzS        | Albrecht Schmidt          |
| Januar 1943   | Februar 1945  | FKpt/KzS   | Friedrich Poske           |
| Februar 1945  | März 1945     | KKpt       | Ulrich Heyse (m.W.d.G.b.) |

## 2. U-Lehrdivision
Die 2. U-Lehrdivision (2. ULD) wurde Anfang 1940 in Gotenhafen aufgestellt und nahm am 1. November 1940 ihren Lehrbetrieb auf. Auch sie bestand aus zwei Abteilungen und ihr unterstand zusätzlich die 22. U-Flottille. Ab 20. November 1940 wurde die Wilhelm Gustloff Wohnschiff für die Division und ihre Flottille.
Während der Operation Barbarossa 1941 waren ein Teil der U-Boote der 22. U-Flottille im Fronteinsatz.
Am 21. Januar 1945 wurde die Verlegung der Division nach Westen im Unternehmen Hannibal befohlen. Die Wilhelm Gustloff lief am 30. Januar mit mehr als 10.000 Menschen, darunter 918 Angehörige der 2. U-Lehrdivision, an Bord von Gotenhafen nach Westen aus und wurde in der Nacht von dem sowjetischen U-Boot S-13 versenkt. Da ein großer Teil ihres Personals dabei ums Leben gekommen war, wurde die Division Anfang Februar 1945 aufgelöst.
Die 22. U-Flottille verlegte nach Wilhelmshaven und blieb dort.

### Kommandeure (Auswahl)
| Von              | Bis               | Dienstgrad | Name |
| ---------------- | ----------------- | ---------- | --- |
| März 1940        | Mai 1940          | FKpt       | Albrecht Schmidt                                                                                         |
| 1. November 1940 | 30. November 1941 | KKpt/FKpt  | Werner Hartmann                                                                                          |
| 1. Dezember 1941 | November 1943     | FKpt d. R. | Ernst Hashagen                                                                                           |
| November 1943    | Januar 1944       | KKpt       | Wilhelm Ambrosius, Kommandeur der I. Abteilung und gleichzeitig Chef der 22. U-Flottille (in Vertretung) |
| Februar 1944     | Februar 1945      | KzS        | Karl Neitzel                                                                                             |

## 3. U-Lehrdivision
Die 3. U-Lehrdivision (3. ULD) wurde im September 1943 in Neustadt in Holstein aufgestellt und bestand bis zum Kriegsende. Sie diente zur Ausbildung des technischen Personals der U-Boot-Besatzungen. Einziger Kommandeur war KKpt (Ing.)/FKpt (Ing.) Heinrich Schmidt (* 1905), zuvor Kommandeur bei II./2. ULD, Stabsoffizier bei der 1. U-Lehrdivision und beim Höheren Kommando der Unterseebootsausbildung.
Folgende U-Boote wurden der Division zugewiesen: U 48 (ab Ende September 1943), U 46 (ab Anfang Oktober 1943), U 52 (ab Ende Oktober 1943), U 101 (ab Ende Oktober 1943), U 28 (ab Januar 1945).

## 4. U-Lehrdivision
Die 4. U-Lehrdivision (4. ULD) wurde im Februar 1944 in Memel aufgestellt, um das technische Personal für die neuen Elektro-U-Boote der U-Boot-Klasse XXI auszubilden. Die Aufstellung eines Stabes und eine Untergliederung in Abteilungen, wie bei den anderen U-Lehrdivisionen, blieb aus. Einziger Kommandeur war KKpt (Ing.)/FKpt (Ing.) Felix Miller (* 1909), zuvor Stabsoffizier beim Stabe Höheren Kommando der Unterseebootsausbildung und Kommandeur bei II./ 1. ULD.
Bereits ab Juli 1944 wurden zunehmend Teile der Division zum Fronteinsatz bei der Heeresgruppe Nord in Litauen abgezogen und im November 1944 wurde die Division bereits wieder aufgelöst.
Nur ein U-Boot wurde der Division zugewiesen: U 103 (ab März 1944, gemeinsam mit der 2. U-Lehrdivision).